# 贝尼法伊罗德拉瓦利迪格纳
贝尼法伊罗德拉瓦利迪格纳，是西班牙巴伦西亚自治区巴伦西亚省的一个市镇。总面积20平方公里，总人口1692人（2001年），人口密度85人/平方公里。